# Álvaro Pachón
Álvaro Pachón (nascido em 30 de novembro de 1945) é um ex-ciclista colombiano. Representou seu país, Colômbia, no ciclismo nos Jogos Olímpicos de Verão de 1968 e 1976.